# Satoru Suzuki
Satoru Suzuki (født 19. juli 1975) er en tidligere japansk fodboldspiller.
Han har spillet for flere forskellige klubber i sin karriere, herunder Cerezo Osaka og Kyoto Purple Sanga.